# Leganés
Leganés è un comune spagnolo di 187 720 abitanti (2017) situato nella comunità autonoma di Madrid.

## Amministrazione

### Gemellaggi
- Betlemme
- Somoto
- Tindouf
- Egaleo
- Arroyo Naranjo
- Conchalí
- La Guera
- Huzhou
- Targuist
- Macaravita

## Sport
La società di calcio Club Deportivo Leganés milita nella Primera División e gioca le proprie partite interne allo Stadio Municipale di Butarque.